# ونسا آموروس
ونسا آموروس (انگلیسی: Vanesa Amorós؛ زادهٔ ۷ دسامبر ۱۹۸۲) بازیکن هندبال اهل کشور اسپانیا است.